# Brutti di notte
Brutti di notte è un film del 1968 diretto da Giovanni Grimaldi.

## Trama
Tormentato da strani sogni, Franco decide di farsi esaminare da uno psicoanalista e, accompagnato da Ciccio, suo cognato, si reca dal dottor Federzotti. Stabilita la causa del complesso che lo affligge, lo psicoanalista gli prescrive, come cura, un'intensa vita amorosa. Un giorno Ciccio lo scopre in compagnia di una signora e avverte immediatamente sua moglie Rosaspina. La donna però, avendo capito di essere lei la causa dei problemi di Franco, per via della folta barba che le incornicia il volto, decide di farsi una plastica facciale. Completamente trasformata, si procura in incognito un appuntamento col marito. Ciccio li sorprende e, non conoscendo la verità, minaccia di far cacciare Franco da casa. Rosaspina, allora, rivela la sua vera identità, riportando in famiglia pace e armonia.

## Produzione
Il film è una parodia, fin dal titolo, del film Bella di giorno di Luis Buñuel, uscito nelle sale l'anno precedente.